# Becks (Musikerin)
Becks (* 1998 in Düren; eigentlich Rebecca Thomalla) ist eine deutsche Musikerin und Sängerin.

## Leben
Rebecca Thomalla wuchs in der Kleinstadt Düren in Nordrhein-Westfalen auf. Sie bekam von ihrem Vater Singen und Gitarre beigebracht und trat bereits früh auf kleinen Festen auf. Ab 2020 zog sie nach Berlin und begann mit TikTok zu experimentieren. Nach einigen Lip-Sync-Videos veröffentlichte sie 2021 den Song Chemie, der viral ging und etwa 9.000 Creations nach sich rief. Auch die beiden Nachfolgesingles Avatar und Blutmond waren erfolgreich und sicherten ihr eine Followerschaft von 700.000 Personen auf der Plattform.
2022 trat sie mit Band auf dem Lollapalooza auf. Im gleichen Jahr erhielt sie einen Plattenvertrag bei Warner Music. Im Herbst 2022 trat sie im ZDF-Morgenmagazin auf und veröffentlichte die EP Blutmond. Das Montreux Jazz Festival ernannte sie zu ihrem „Spotlight Artist of the Month“. 2023 lobte der Musikexpress sie mit der Aufnahme in die Hotlist 2023 als spannendste Newcomerin.
Am 30. Juni 2023 veröffentlichte sie ihre Single June anlässlich des Pride Months. Die Single erreichte am 11. August Platz 76 der deutschen Singlecharts und kletterte in der Folgewoche zwei Plätze nach oben. 2023 trat sie auf dem Deichbrand-Festival auf. Im Dezember 2023 war sie im Musikvideo Nur zu Besuch von Madeline Juno zu sehen, die wiederum Koautorin von Becks Charthit June ist.

## Textinhalte
Becks versteht sich als LGBTQIA*-Persönlichkeit der Generation Z. Dementsprechend handeln ihre Texte von ihren Erfahrungen in lesbischen Beziehungen, ihre Ansichten über Geschlechtsidentitäten, Selbstbestimmung und Heteronormativität. Auch über ihre Depression spricht sie offen in ihren Texten.

## Diskografie

### EPs
- 2022: Blutmond (Warner Music)

### Singles
- 2021: Chemie
- 2021: Avatar
- 2022: Blutmond
- 2022: Zu gut (mit Bevn)
- 2022: Medizin
- 2022: Kleinstadt
- 2023: Fluch
- 2023: June
- 2023: Wolke8
- 2024: eine Frau
- 2024: Lust (mit Ness)
- 2024: Perfekter Tag (equal und Amir the Kid)
- 2024: Klippe aus Gefühlen (equal)